# Tieliu
Tieliu (kinesiska: 铁柳乡, 铁柳) är en socken i Kina. Den ligger i provinsen Sichuan, i den sydvästra delen av landet, omkring 490 kilometer söder om provinshuvudstaden Chengdu. Antalet invånare är 8 442. Befolkningen består av 4 006 kvinnor och 4 436 män. Barn under 15 år utgör 23,0 %, vuxna 15-64 år 67 %, och äldre över 65 år 8,0 %.
Genomsnittlig årsnederbörd är 1 040 millimeter. Den regnigaste månaden är juli, med i genomsnitt 231 mm nederbörd, och den torraste är mars, med 15 mm nederbörd.